# BMW M50
Рядные шестицилиндровые бензиновые двигатели семейства М50 пришли на смену двигателям М20 в 1990 г. Выпускались до 1995 г., когда на смену им пришли двигатели М52. Основным отличием двигателя M50 от предшественника является головка блока цилиндров, которая имеет четыре клапана на цилиндр и два распределительных вала. В связи с этим инженеры БМВ добились лучшего наполнения и как результат — лучших мощностных характеристик мотора в верхнем диапазоне оборотов, пожертвовав крутящим моментом на низких оборотах. Ременной привод ГРМ М20 был заменён в двигателе М50 на цепной, что повысило надёжность двигателя. Блок цилиндров изготавливался из чугуна. Межцентровые расстояния цилиндров у блока М50 и М20 одинаковые. Компания БМВ выпускала следующие модификации двигателей M50:
| Модификация двигателя | Диаметр цилиндра, мм | Ход поршня, мм | Объём двигателя, см³. | Степень сжатия | Мощность, л.с.      | Крутящий момент, Нм  | Максимальные обороты/мин |
| --------------------- | -------------------- | -------------- | --------------------- | -------------- | ------------------- | -------------------- | ------------------------ |
| M50B20                | 80                   | 66             | 1991                  | 10,5:1         | 150 при 5400 об/мин | 190 при 4300 об, мин | 6500                     |
| M50B20TU VANOS        | 80                   | 66             | 1991                  | 11:1           | 150 при 5300 об/мин | 190 при 4200 об, мин | 6500                     |
| M50B25                | 84                   | 75             | 2494                  | 10:1           | 192 при 5400 об/мин | 245 при 4300 об, мин | 6500                     |
| M50B25TU VANOS        | 84                   | 75             | 2494                  | 10,5:1         | 192 при 5400 об/мин | 245 при 4200 об, мин | 6500                     |

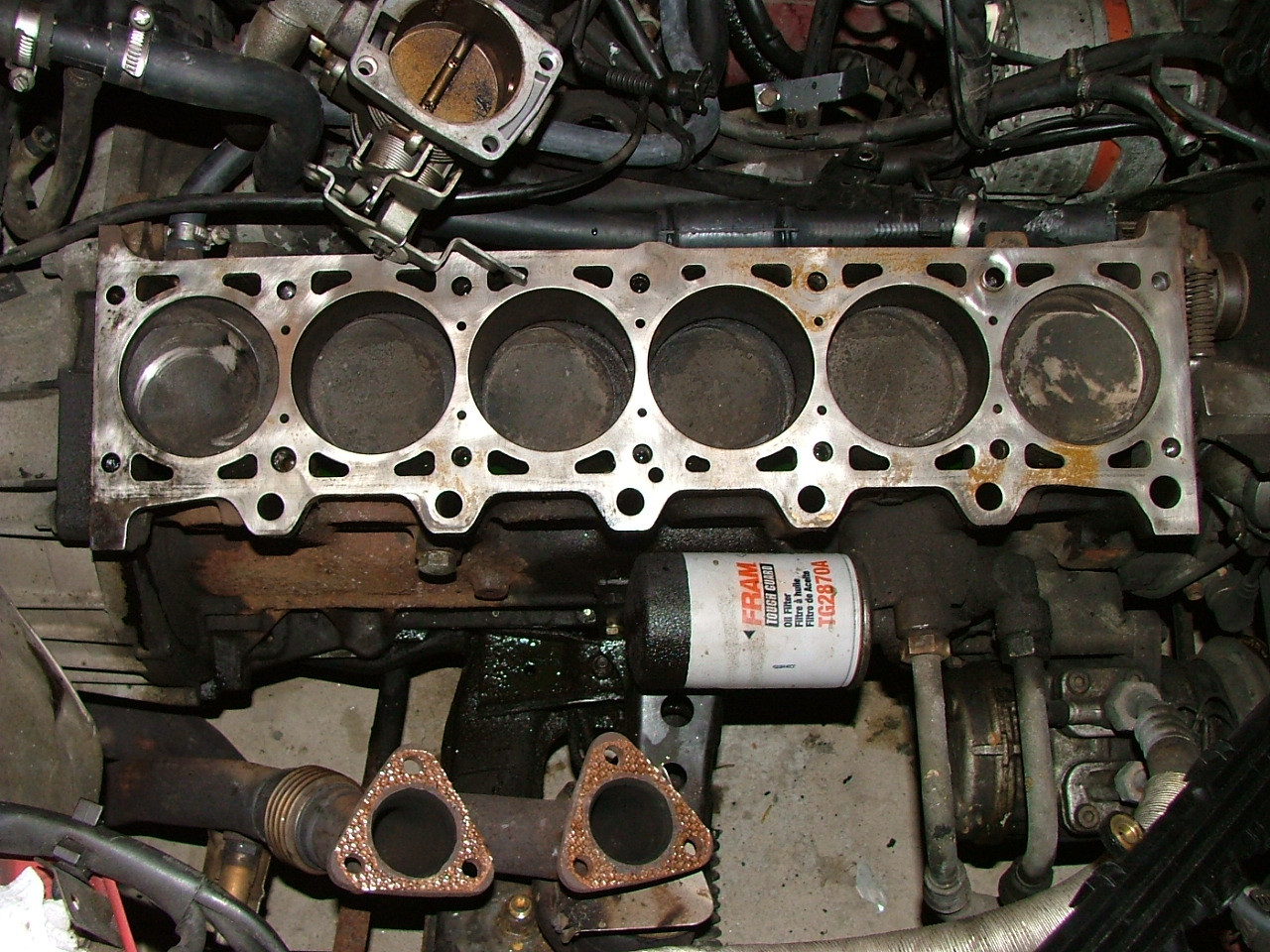
M20B25 — предшественник M50

С сентября 1992 года на двигатели М50 стали устанавливать фирменную систему изменения фаз газораспределения VANOS. Данная система получает команды от блока управления двигателем (ЭБУ). Посредством электромагнитного клапана ЭБУ открывает масляный канал, через который под давлением масло воздействует на механизм, меняющий положение распределительного вала впускных клапанов. Это позволило увеличить крутящий момент на низких оборотах, уменьшить расход топлива и позволило компенсировать сниженную эффективность двигателя М50 (в отличие от М20) в нижнем диапазоне оборотов двигателя.
Двигатели М50 зарекомендовали себя как надёжные и мощные моторы. Они устанавливались на следующие модели: 320 E36, 325iS E36, 325 E36, 520 E34, 525 E34.
Также модифицированные двигатели М50 устанавливались на BMW Alpina B3 E36, имели объём 2979 см³. и мощность 250 л. с.
На базе двигателя М50 отделением BMW Motorsport GMBH были разработаны спортивные модификации двигателя для машин М-серии. Они имели маркировку S50B30 и S50B32.
Система управление впрыска двигателя M50 еще не имеет CAN шины, что позволяет считывать и сбрасывать ошибки ЭБУ по K-Line. 